# Fantasmagorie (animacja)
Fantasmagorie – film animowany Émile Cohla, dopuszczony do dystrybucji w sierpniu 1908 roku. Trwa niecałe dwie minuty. Bywa określany pierwszym filmem w całości animowanym (mimo że pojawia się w nim przez moment – podobnie jak w twórczości Blacktona – nieanimowana ręka rysownika).
Film przedstawia pajacyka-marionetkę, który przeżywa szereg przygód wśród przedmiotów i postaci, ulegających szeregowi metamorfoz.
Rysunki do filmu (ok. 700) zostały narysowane czarnym tuszem na białym papierze i sfotografowane; odbitki zostały następnie wywołane w negatywie dzięki czemu doszło do odwrócenia kolorów tła i kreski.